# Marchiafava-Bignami-Syndrom
Als Marchiafava-Bignami-Syndrom (Synonym: Corpus-callosum-Atrophie) wird eine seltene neuropsychiatrische Erkrankung bezeichnet, deren Ursache und Genese noch nicht abschließend geklärt ist. Die Erkrankung tritt jedoch vor allem infolge von chronischem Alkoholismus in Verbindung mit einer Mangelernährung auf. Das Marchiafava-Bignami-Syndrom ist hauptsächlich gekennzeichnet durch Degeneration und Nekrose zentraler Anteile des Balkens (Corpus callosum). Benannt wurde das Syndrom nach den Erstbeschreibern Amico Bignami und Ettore Marchiafava.
Das klinische Bild ist variabel. Es kann eine akute, subakute und eine chronische Verlaufsform unterschieden werden. Typischerweise treten Intelligenzverminderung, Wesensveränderungen sowie gelegentlich Sprach- und Bewegungsstörungen oder epileptische Anfälle auf. Die Erkrankung führt im Endstadium, insbesondere der akuten Verlaufsform, häufig zu einer Demenz und später zum Koma bis hin zum Tod. Die Diagnose wird mittels Computertomographie oder Magnetresonanztomographie gesichert. Das Fortschreiten der Erkrankung kann durch Alkoholabstinenz und richtige Ernährung verlangsamt oder möglicherweise verhindert werden. 
Ein ähnliches Krankheitsbild wird unter anderem durch die so genannte Wernicke-Enzephalopathie hervorgerufen.